# 高忠信
高忠信（1933年5月19日—2015年7月19日），中華民國（台灣）宗教界人物、政治人物，曾任指南宮管理委員會主任委員，曾代表中國國民黨在台北市選區當選為第一屆第四次增額立法委員。